# Porto di Mondello
Il porto di Mondello è un porto turistico della città di Palermo.

## Descrizione
Il porto è situato nella punta nord dell'omonimo golfo ed è addossato al versante orientale di Monte Gallo. Si tratta di una banchina fissa posta esattamente di fronte alla piazza principale del quartiere e dispone di un grosso spiazzo per i macchinari portuali e per portare le barche in secca. Inizialmente nato come porto di pescatori, è divenuto in seguito in buona parte porto turistico. 

## Storia
Il porticciolo di Mondello affonda le sue radici in un periodo databile intorno al V secolo a.C., quando la costa nord-occidentale di Palermo faceva parte della rete commerciale fenicia. Per la fondazione del villaggio di pescatori bisogna tuttavia attendere la dominazione araba (IX - XI secolo). 
L'evoluzione più importante si è verificata nel XV secolo con la costruzione di una tonnara attiva fino alla prima metà del Novecento, divenuta in breve tempo il fulcro principale delle attività economiche del porto e attorno alla quale si sono sviluppate la maggior parte delle abitazioni. L'unica testimonianza pervenuta ai giorni nostri di tale complesso peschereccio è la torre difensiva, che serviva agli abitanti per proteggere sé stessi e i loro averi dalle incursioni piratesche che interessarono l'intera costa palermitana per diversi secoli. 